# 横手運輸区
横手運輸区（よこてうんゆく）は、秋田県横手市にかつて存在した東日本旅客鉄道（JR東日本）秋田支社の運転士・車掌が所属する組織である。2022年3月11日限りで廃止し、現在は横手・大曲統括センター。

## 沿革
- 1929年（昭和4年）5月11日 - 横手車掌支所設置。
- 1987年（昭和62年）3月1日 - 横手機関区を横手運転区に改称。
- 1989年（平成元年）9月1日 - 秋田車掌区横手支区と横手運転区を統合し、横手運輸区発足。
- 2022年（令和5年）3月12日：横手統括センター（横手駅・横手運輸区の統合）発足。当区は廃止。

| スタブアイコン | サブスタブ | この項目は、まだ閲覧者の調べものの参照としては役立たない、鉄道に関連した書きかけの項目です。この項目を加筆・訂正などしてくださる協力者を求めています（P:鉄道/PJ:鉄道）。 |